# 2007年香港新界村代表選舉
2007年香港新界村代表選舉是香港於2007年為選出新界村代表而舉行的選舉。選舉於2007年1月6日至2月4日的8個星期六及星期日舉行。該次選舉設有共1,480個席位，其中有994名候選人在無對手的情況下自動當選，另有160個村代表的席位因未接獲有效提名而懸空，餘下324個席位則由632名來自191條村落的候選人進行競逐，當中有200席屬村原居民代表，而124席則屬居民代表。是次投票共有43,220人次投票，為合資格選民的67.08%，居民代表的選舉投票率為66.97%，而原居民代表的投票率則為67.18%。

## 時間表
2007年香港新界村代表選舉候選人提名由2006年11月23日至12月6日截止；而各村的選舉會則於2007年1月6日至2月4日期間分別在連續五個星期六及星期日舉行。 

## 外部連結
- 選舉管理委員會：村代表選舉（页面存档备份，存于）
- 民政事務總署：2007年村代表選舉
  - 候選人名單
  - 選舉結果